# Закупное
Закупное (укр. Закупне) — посёлок в Каменец-Подольском районе Хмельницкой области Украины.

## Географическое положение
Посёлок расположен на реке Жванчик, на территории национального парка Подольские Товтры. Железнодорожная станция на линии Ярмолинцы—Копычинцы.

## История
Основан в начале XVIII века. Статус пгт с 1972 года.
В 1960 г. к посёлку присоединено село Пристанционное.
В январе 1989 года численность населения составляла 1599 человек.
По состоянию на 1 января 2013 года население составляло 1369 человек.